# Citharichthys minutus
Citharichthys minutus är en fiskart som beskrevs av Fernando Cervigón 1982. Citharichthys minutus ingår i släktet Citharichthys och familjen Paralichthyidae. Inga underarter finns listade i Catalogue of Life.